# Kılılı, Türkoğlu
Kılılı là một thị trấn thuộc huyện Türkoğlu, tỉnh Kahramanmaraş, Thổ Nhĩ Kỳ. Dân số thời điểm năm 2010 là 5.804 người.